# Тома Добрев
Тома Босилков Добрев е български учен, физик, един от основателите на Висшия минно-геоложки институт в София и негов ректор (1976 – 1980).

## Биография
Роден е в 1921 година в неврокопското село Ковачевица. Завършва Геофизичния факултет на Свердловския минен институт. В 1953 година става асистент в новооснования Висш минно-геоложки институт в София. От 1958 година е преподавател, от 1960 година – доцент, а от 1969 година – професор. В 1973 година става доктор на геолого-минералогоческите науки. В 1969 – 1989 година е ръководител на катедрата „Приложна геофизика“, в 1966 – 1969 година е заместник-ректор, а в 1976 – 1980 година – ректор на института.
Добрев се занимава със сеизмичните методи в геофизиката, с начините за интерпретация на сеизмични данни, дълбочинно сеизмично райониране, физико-геоложко моделиране.
В 2003 година става доктор хонорис кауза на Минно-геоложкия университет.
В 1994 година заедно с Никола Бакалов издава книгата „Ковачевица из миналото и наследството“.
Умира на 27 юли 2004 година.